# German (Paraskewopulos)
German, imię świeckie Joannis Paraskewopulos (ur. 24 lutego 1932 w Kardamas, zm. 21 lutego 2023) – duchowny Greckiego Kościoła Prawosławnego, od 1981 metropolita Elei.

## Życiorys
Święcenia diakonatu przyjął 20 listopada 1960, a prezbiteratu 6 grudnia tego samego roku. Chirotonię biskupią otrzymał 3 października 1981.
W czerwcu 2016 r. uczestniczył w Soborze Wszechprawosławnym na Krecie.